# Наби
Наби, Ле Наби или Набисти (фр. Les Nabis) је група француских сликара окупљених око Пола Серусијеа. Стварали су под утицајам Пола Гогена. Припадали су јој сликари: Пјер Бонар, Морис Дени, Пол Рансон, Едуар Вијар и други. 
Назив потиче из хебрејског језика и значи „пророци“. Сликари су се у 1890-им годинама састајали у атељеу Пола Рансона и дискутовали о симболизму. За разлику од импресиониста они су наглашавали обојену површину и контуру. Моделација и просторне вредности су устукнули у позадину. Теоретичар групе Морис Дени је дефинисао слику као површину која је покривена бојом која је уређена према одређеним законитостима. Осим Пола Гогена на групу је утицао и Одилон Редон (чија је најпознатија слика „Киклоп“). Надаље је група Наби била инспирисана јапанским дрворезима у боји. Значајно је сезала у подручје примењених уметности, сликања плаката, позоришне декорације и илустрације књига.
- Аристид Мајол (Aristide Maillol) – (1861–1944)
- Феликс Вајотон (Félix Vallotton) – (1865–1925)
- Пјер Бонар (Pierre Bonnard) – (1867–1947)
- Кер-Ксавијер Русел (Ker-Xavier Roussel) – (1867–1944)
- Едуар Вијар (Édouard Vuillard) – (1868–1940)
- Морис Дени (Maurice Denis) – (1870–1943)
- Жорж Лакомб (Georges Lacombe) – (1868–1916)
- Пол Рансон (Paul Ranson) – (1864–1909)
- Пол Серусије (Paul Sérusier) – (1864–1927)